# Naționalism teritorial
Naționalismul teritorial descrie o formă de naționalism fundamentat pe ideea că toți locuitorii unei anumite națiuni au obligația de a se supune țării natale sau țării de adopție. Conform acestei perspective orice individ trebuie să aparțină unei națiuni, însă acesta are și dreptul de a și-o alege. O calitate sacră este căutată în această națiune și în memoriile populare pe care le trezește. Cetățenia este idealizată de către naționalistul teritorial. Un criteriu al teoriei este întemeierea unei culturi de masă publice bazată pe valorile comune și tradițiile poporului. Egalitatea în fața legii este esențială naționalismului teritorial.
Deoarece cetățenia este idealizată mai degrabă decât etnicitatea, autori precum Athena S. Leoussi și Anthony D. Smith au susținut că Revoluția franceză a fost o revoltă național teritorial.
Naționalismul teritorial este de asemenea asociat cu noțiunile de Lebensraum, transfer de populație, purificare etnică și uneori chiar și genocid în momentul în care o națiune cere drepturi asupra uneor teritorii imaginare și dorește distrugerea națiunilor care le populează. Aceste aspirații teritoriale fac parte din planul realizării unui stat-națiune pur din punct de vedere etnic. Prin această acțiune se ajunge uneori și la iredentism, deoarece unii naționaliști consideră că statul și națiunea sunt incomplete dacă o întreagă națiune nu este inclusă într-un unic stat, și se încearcă astfel și includerea membrilor națiunii rezidenți în țarile vecine. Acest fapt conduce deseori la conflicte etnice. Thomas Ambrosio susține că: „dacă liderul statului A trimite sprijin material și/sau trupe militare în statul B cu speranța de a separa diaspora statului A de statul B, atunci acest lucru ar indica naționalism etno-teritorial”.

## Naționalismul teritorial în Europa
În Europa Occidentală, identitatea națională tinde să se fundamenteze mai mult pe locul de naștere al persoanei decât în Europa Centrală și de Est. Intelectualii au argumentat că acest lucru ar putea fi explicat de faptul că statele din zonele menționate anterior au luat naștere din state imperiale. Regimurile comuniste din Blocul Estic au reprimat activ ceea ce caracterizau drept „naționalism bughez” și au considerat naționalismul ca fiind de natură bugheză. Acest fapt a condus în Uniunea Sovietică la procesul de rusificare și la alte încercări de a înlocui celelalte culturi existente în URSS cu cultura rusă, cu toate că Uniunea Sovietică promova în același timp anumite forme de naționalism pe care le considera compatibile cu interesele sovietice. Iugoslavia a fost diferită de celelalte state comuniste est-europene pe motiv că aici se promova iugoslavismul.

## Naționalismul teritorial în Orientul Mijlociu
Deși naționalismul teritorial se află în antiteză cu universalitatea islamului, tări precum Egipt și Tunisia au implementat politici național teritoriale după câștigarea independenței. Acesta a fost treptat înlocuit de naționalismul islamic pan-arab în anii 1950, însă a intrat în declin până la mijlocul anilor '70.

## Naționalismul teritorial în America de Nord
Situația este identică cu cea din Europa de Vest prin faptul că identitatea națională tinde să fie bazată mai degrabă pe locul nașterii decât pe etnicitate.